# Cannachopper

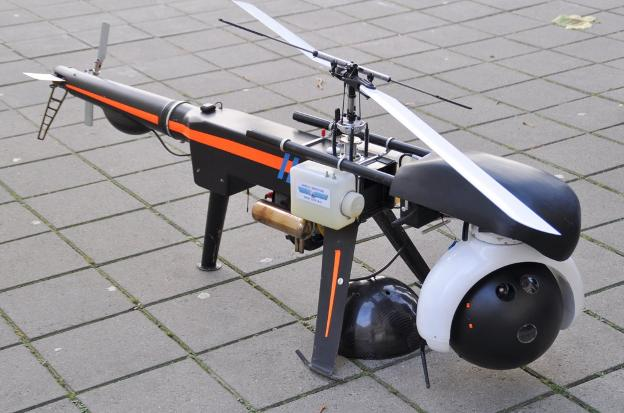
SUAVE 7 UAV

Cannachopper is de naam van een onbemande miniatuurhelikopter die door de Nederlandse politie ingezet werd voor een door de Taskforce Aanpak Georganiseerde Hennepteelt georganiseerd persevenement in april 2009 in het kader van het beleidsprogramma Versterking Aanpak Georganiseerde Hennepteelt. In dit evenement werd gesuggereerd dat dit middel ingezet zou worden om hennepplantages op te sporen.

## Opsporing
De hennepplantage die tijdens het persevenement "gevonden" werd door het apparaat, bleek eerder met reguliere opsporingsmethodes gelokaliseerd te zijn en niet met de drone.
De SUAVE 7 werd na enkele jaren experimenteren niet meer in gebruik genomen omdat hij niet voldeed aan de eisen.

## Website
De SUAVE 7 werd gehuurd van High Eye BV die ook eigenaar was van de Cannachopper website.